# ساسان عیدی‌وندی
ساسان عیدی‌وندی (۱۸ اسفند ۱۳۸۰ – ۲۶ آبان ۱۳۹۸) یکی از کشته‌شدگان اعتراضات آبان ۱۳۹۸ ایران بود.

## زندگی
ساسان عیدی‌وندی، ۱۸ اسفند سال ۱۳۸۰ متولد شد. او به همراه خانواده‌اش در یزدان‌شهر، در نزدیکی نجف‌آباد استان اصفهان زندگی می‌کرد و دانش‌آموز بود. خانوادهٔ او از طایفهٔ عیدی‌وندی ایل بختیاری بودند.

## کشته شدن
ساسان عیدی‌وندی، روز ۲۶ آبان ۱۳۹۸، در راه بازگشت از مدرسه به خانه، در میان اعتراضات مردمی نسبت به گرانی بنزین، با اصابت گلوله به قلبش جان باخت. دایی او، صفر عیدی‌وند نیز همراه با او، به دنبال شلیک مأموران امنیتی از روی پشت بام کلانتری کشته شد. در این روز همچنین امیرحسین دادوند، همکلاسی ساسان عیدی‌وندی نیز کشته شد.
پیکر ساسان عیدی‌وندی شبانه در یزدانشهر اصفهان به خاک سپرده شد.

## حواشی
- نیروهای اطلاعاتی امنیتی ایران خانوادهٔ ساسان عیدی‌وندی را مجبور کردند تا پس از پرداخت مبلغی،[۱۹] اواخر شب او را با عجله و بدون کالبدشکافی به خاک بسپارند.[۲۰]
- اجازهٔ چاپ اعلامیه و برگزاری مراسم ختم در مسجد به خانوادهٔ ساسان عیدی‌وندی داده نشد.[۲۱]
- تلویزیون جمهوری اسلامی در گزارشی، مرگ ساسان عیدی‌وندی را در راه برگشت از مدرسه به خانه و «مرگی مشکوک» نامید.[۱۸]
- سفارت مجازی وزارت خارجهٔ آمریکا برای ایران در ارتباط با کشته‌شدن ساسان عیدی‌وندی، مطلبی در توئیتر منتشر کرد.[۲۲][۲۳][۲۴]
- شمار زیادی از مردم یزدانشهر و بختیاری‌های مقیم اصفهان در مراسم چهلم ساسان عیدی‌وندی شرکت کردند.[۲۵][۲۶][۲۷]